# Mori Sōiken
Mori Sōiken est un nom japonais traditionnel ; le nom de famille (ou le nom d'école), Mori, précède donc le prénom (ou le nom d'artiste).
Mori Sōiken (森 宗意軒, décédé 12 avril 1638) est un meneur de la rébellion de Shimabara au Japon.

## Biographie
Son père est Nishimura Magobei (西村 孫兵衛 ; autre nom : 森 長意, « Mori Nagamoto »). Depuis des générations, les membres de la famille Mori travaillent comme prêtre shinto dans la province de Kawauchi.

Il est tué lors de la rébellion de Shimabara. Il a un apprenti nommé Osakabe Tazaki.

## Dans la culture populaire
Les Manuscrits ninja de Futaro Yamada rapportent qu'il survit à la rébellion de Shimabara. 

## Source de la traduction
- (en) Cet article est partiellement ou en totalité issu de l’article de Wikipédia en anglais intitulé « Mori Sōiken » (voir la liste des auteurs).